# Juan Moreno Fernández
Wikidata Juan Moreno Fernández Móstoles, Madrid 11 de mayo de 1997 es un jugador profesional de fútbol español. 

## Trayectoria
Nacido en Móstoles, Madrid, Juan se unió al plantel alevín del Atlético de Madrid en 2007, a la edad de diez años. En julio de 2016 fue ascendido al filial de Tercera División, haciendo su debut sénior el 4 de septiembre como sustituto en la victoria por 2-0 ante el CF Trival Valderas. 
El 18 de septiembre de 2016, Juan anotó su primer gol, anotando el juego solo en un triunfo como local sobre el Rayo Vallecano B. Hizo su debut en el primer equipo el 30 de noviembre de 2016 a las órdenes de Diego Pablo Simeone, reemplazando a su compañero debutante Caio Henrique en la victoria por 6-0 contra el CD Guijuelo en Copa del Rey.
El 12 de agosto de 2017, el mediapunta mostoleño vio cumplido su sueño de marcar un gol con el Atlético de Madrid  en un partido amistoso frente al CD Leganés que supuso la victoria del equipo de Diego Pablo Simeone.
En el verano de 2018 fichó por el Fútbol Club Cartagena de la Segunda División B, pero tras no tener oportunidades en el equipo de Gustavo Munúa, en enero de 2019 rescindió el contrato con el club blanquinero. Inmediatamente se comprometió con el Club Deportivo Artístico Navalcarnero de la misma categoría, aunque no llegó a terminar la temporada y dejó el club en abril.
En verano de 2019 firmó por el filial del Real Betis.

## Clubes
| Club                                  | País   | Año       | Partidos | Goles |
| ------------------------------------- | ------ | --------- | -------- | ----- |
| Club Atlético de Madrid B             | España | 2016-2018 |          |       |
| Fútbol Club Cartagena                 | España | 2018      |          |       |
| Club Deportivo Artístico Navalcarnero | España | 2019-     |          |       |